# Produto potencial
Em economia, o produto potencial (também referido como "Produto Interno Bruto natural") é definido como o nível de produto real que a economia poderia produzir operando a altas taxas de utilização dos recursos. Esses movimentos de curto prazo do produto consistem em mudanças nas taxas de utilização da mão-de-obra e do capital. Só mais a longo prazo o crescimento do produto potencial, que implica crescimento da quantidade disponível de fatores de produção (capital e trabalho), passa a ser determinante importante do crescimento  do produto.
A existência de um limite deve-se aos constrangimentos naturais e institucionais.  Se o PIB real aumentar acima do produto potencial, então (na ausência de controles de preços e salários) a inflação tende a aumentar à medida que a demanda excede oferta.
Isso acontece devido à oferta limitada de trabalhadores e seu tempo disponível, de bens de capital e de recursos naturais, juntamente com os limites impostos pela tecnologia e pelas competências de gestão.  
Ao analisar dados do PIB Real e do PIB Potencial, vê-se que o PIB Potencial é medido simplesmente pela tendência(ou a média) da taxa de crescimento do PIB. Os desvios do PIB Real em relação ao PIB Potencial são expressos graficamente por picos e vales, os quais representam a variação cíclica do produto. 
O produto potencial também pode ser chamado de "produto interno bruto natural". Se a economia está no seu nível potencial, o desemprego é igual à "taxa natural de desemprego" (NAIRU). Há grande divergência entre os economistas sobre a quanto estas taxas realmente corresponde.
Geralmente, a maioria dos bancos centrais e outras agências de planeamento económico tentam manter o PIB próximo do nível do PIB natural.  Isso pode ser feito de várias maneiras: as duas estratégias mais comuns são expandir ou contrair o orçamento do governo (política orçamental), e alterar a quantidade de moeda em circulação para influenciar os níveis de consumo e de investimento (política monetária).